# Microtropesa sinuata
Microtropesa sinuata är en tvåvingeart som först beskrevs av Donovan 1805.  Microtropesa sinuata ingår i släktet Microtropesa och familjen parasitflugor. Inga underarter finns listade i Catalogue of Life.